# Ponte Nanin
Il ponte Nanin è un ponte ad arco della Svizzera, sito lungo l'autostrada A13 (strada europea E43) nel territorio comunale di Mesocco.

## Storia
Il ponte venne costruito dal 1966 al 1967 su progetto di Christian Menn.

## Caratteristiche
Il ponte attraversa un'ampia valle nel fondo della quale scorre il fiume Moesa, ed è posto immediatamente a valle del ponte Cascella, raggiunto dall'autostrada attraverso uno stretto tornante.
Il ponte, in calcestruzzo armato precompresso, possiede un'unica arcata di 112 m di luce; la sua lunghezza complessiva è di 192 m.

### Ulteriori approfondimenti
- (DE) Thomas Vogel e Peter Marti (a cura di), Christian Menn. Brückenbauer, in Schriftenreihe der Gesellschaft für Ingenieurbaukunst, vol. 3, 2ª ed., Zurigo, Hochschulverlag, 2009, ISBN 978-3-7281-3137-9.
- (DE, EN) Caspar Schärer e Christian Menn (a cura di), Christian Menn. Brücken, Zurigo, Scheidegger & Spiess, 2015,  pp. 94-107, ISBN 978-3-85881-455-5.